# Laguna San Juan
A  Laguna San Juan  é um lago localizado na Guatemala. Localiza-se no departamento de Jalapa, Município de Moyuta.